# 戦慄の絆 (2023年のテレビドラマ)
『戦慄の絆』（Dead Ringers）は、アリス・バーチが企画したアメリカのサイコロジカルスリラードラマのテレビミニシリーズ。本作は、バリ・ウッドとジャック・ギースランドによる1977年の小説『戦慄の絆』（旧邦題『双生児』）を原作とした1988年のデヴィッド・クローネンバーグ監督による同名の映画に基づいている。このシリーズは2023年4月21日にAmazon Prime Videoで公開された。

## 登場人物、キャスト

### メイン
※括弧内は日本語吹替。
- エリオットとビヴァリー・マントル
  - レイチェル・ワイズ（渋谷はるか）
  - 双子の婦人科医。映画版でジェレミー・アイアンズが演じたキャラクターと性別が入れ替えられている。
- ジュヌヴィエーヴ・コタード
  - ブリトニー・オールドフォード（英語版）（小島幸子）
- グレタ
  - ポリー・リュー（英語版）
- レベッカ・パーカー
  - ジェニファー・イーリー（きそひろこ）
- トム
  - マイケル・チャーナス（英語版）

### リカーリング
- ジョゼフ
  - ジェレミー・シェイモス（英語版）（三上哲）
- スーザン・パーカー
  - エミリー・ミード

## エピソード
| 通算 話数 | タイトル         | 演出                                              | 脚本                               | 公開日        |
| --------- | ---------------- | ------------------------------------------------- | ---------------------------------- | ------------- |
| 1         | "第一話" "One"   | ショーン・ダーキン                                | アリス・バーチ                     | 2023年4月21日 |
| 2         | "第二話" "Two"   | ショーン・ダーキン                                | ミン・パイファー                   | 2023年4月21日 |
| 3         | "第三話" "Three" | カリーナ・エヴァンズ                              | レイチェル・デラヘイ               | 2023年4月21日 |
| 4         | "第四話" "Four"  | ローレン・ウォルクシュタイン                      | ミリアム・バッティ                 | 2023年4月21日 |
| 5         | "第五話" "Five"  | カリン・クサマ                                    | スーザン・スーン・ヒー・スタントン | 2023年4月21日 |
| 6         | "第六話" "Six"   | ショーン・ダーキン & ローレン・ウォルクシュタイン | アリス・バーチ                     | 2023年4月21日 |

## 製作

### 企画
2020年8月、Amazon Prime Videoがデヴィッド・クローネンバーグの1988年の映画『戦慄の絆』を基にしたテレビシリーズを、アリス・バーチを主席脚本家と製作総指揮に据えてアンナプルナ・テレヴィジョンに制作を発注したと発表した。ショーン・ダーキン、ローレン・ウォルクシュタインおよびカリン・クサマがシリーズのエピソードを演出することになった。

### 配役
最初の発表時点で、レイチェル・ワイズがシリーズの主役として発表された。2021年7月、マイケル・チャーナスがレギュラー出演者としてシリーズのキャストに加わった。2021年8月、ポリー・リューおよびブリトニー・オールドフォードがレギュラー出演者として、ジェレミー・シェイモス、ジェニファー・イーリーおよびエミリー・ミードがリカーリングキャラクターとしてキャストに加えられた。

### 撮影
主要撮影はニューヨーク市で2021年8月に始められた。

## 公開
シリーズの全6話のエピソードは2023年4月21日に公開された。

## 評価
レビュー収集サイトのRotten Tomatoesは50件の批評家によるレビューに基づき、84%の支持率と7.6/10の平均評価を報告した。ウェブサイトでの批評家コンセンサスは「『戦慄の絆』は、デヴィッド・クローネンバーグ監督のオリジナル作品ほど切れ味が鋭くないものの、レイチェル・ワイズがドッペルゲンガーの二重人格を見事に演じたおかげで、淡白な模倣作品になることを逃れている」としている。加重平均を用いるMetacriticは、21人の評価に基づいて100点満点中の77点を与え、「概ね好意的なレビュー」を示している。